# Cratere Ruth (Luna)
Ruth è un cratere lunare di 3,08 km situato nella parte nord-occidentale della faccia visibile della Luna.
Il cratere, appartenente alla serie dedicata agli antroponimi, riprende un tipico nome femminile ebraico.